# مناخ المدينة
تختلف الأحوال الجوية السائدة في المدينة عما هي عليه في الريف المجاور لها، ولذا فإن للمدينة مناخاً متميزاً عن مناخ الريف من حيث: درجة حرارة أعلى بحوالي درجة واحدة مئوية من الريف المجاور، وسرعة رياح أقل ورطوبة نسبية أخفض، وتغييم أكبر، وضباب أكثر عما في الريف المجاور.
في عام 1950، نشر Åke Sundborg واحدة من أولى النظريات حول مناخ المدن.